# 萨奥尔
萨奥尔（法語：Sahorre，法語發音：[sa.ɔʁ] ⓘ）是法国东比利牛斯省的一个市镇，位于该省中部略偏西南，属于普拉德区。

## 地理
萨奥尔（42°31'57"N, 2°21'43"E）面积14.88 平方千米，位于法国奧克西塔尼大區东比利牛斯省，该省份为法国大陆部分最南部的省份，涵盖了北加泰罗尼亚，北起奥德省，西接阿列日省和安道尔，南与西班牙接壤，东临地中海。
与萨奥尔接壤的市镇（或旧市镇、城区）包括：菲亚、韦尔内莱班、卡斯泰伊、皮村、埃斯卡罗。

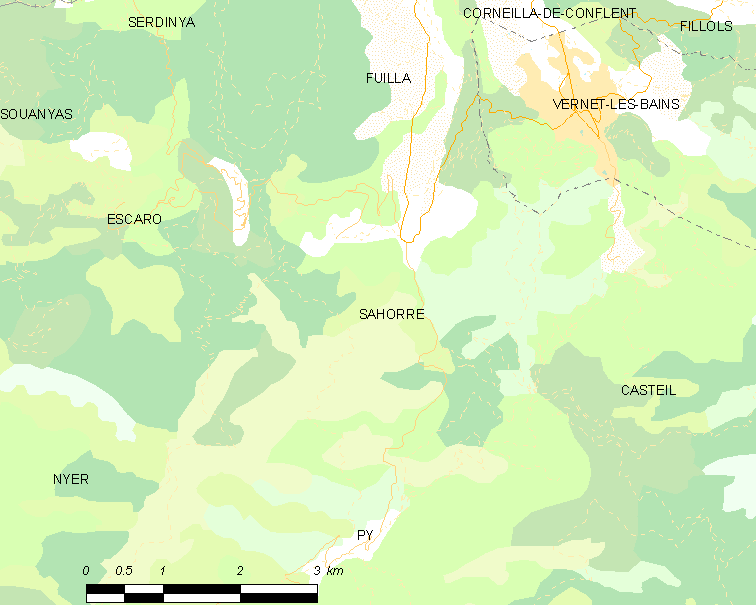
萨奥尔的OSM定位图

萨奥尔的时区为UTC+01:00、UTC+02:00（夏令时）。

## 行政
萨奥尔的邮政编码为66360，INSEE市镇编码为66166。

## 政治
萨奥尔所属的省级选区为勒卡尼古县。

## 人口

1962-2008年间萨奥尔人口变化图示

萨奥尔于2022年1月1日时的人口数量为399人。